# Понятовка (деревня)
Понятовка — деревня в Шумячском районе Смоленской области России. Входит в состав Понятовского сельского поселения. Население — 233 жителя (2007 год). 
Расположена в юго-западной части области в 4 км к югу от Шумячей, в 2 км южнее автодороги А101 Москва — Варшава («Старая Польская» или «Варшавка»), на берегу реки Шумячка. В 2 км южнее деревни расположена железнодорожная станция Понятовка на линии Рославль — Кричев.

## История
В годы Великой Отечественной войны деревня была оккупирована гитлеровскими войсками в августе 1941 года, освобождена в сентябре 1943 года.